# パウラ・バドサ
パウラ・バドサ・ジベルト（Paula Badosa Gibert, 1997年11月15日 - ）は、アメリカ合衆国ニューヨーク出身でスペイン国籍の女子プロテニス選手。WTAツアーではシングルス4勝、ダブルス未勝利。身長180cm。右利き。バックハンド・ストロークは両手打ち。WTAランキング自己最高位はシングルス2位、ダブルス124位。2015年の全仏オープンジュニア女子シングルス優勝者。

## 経歴

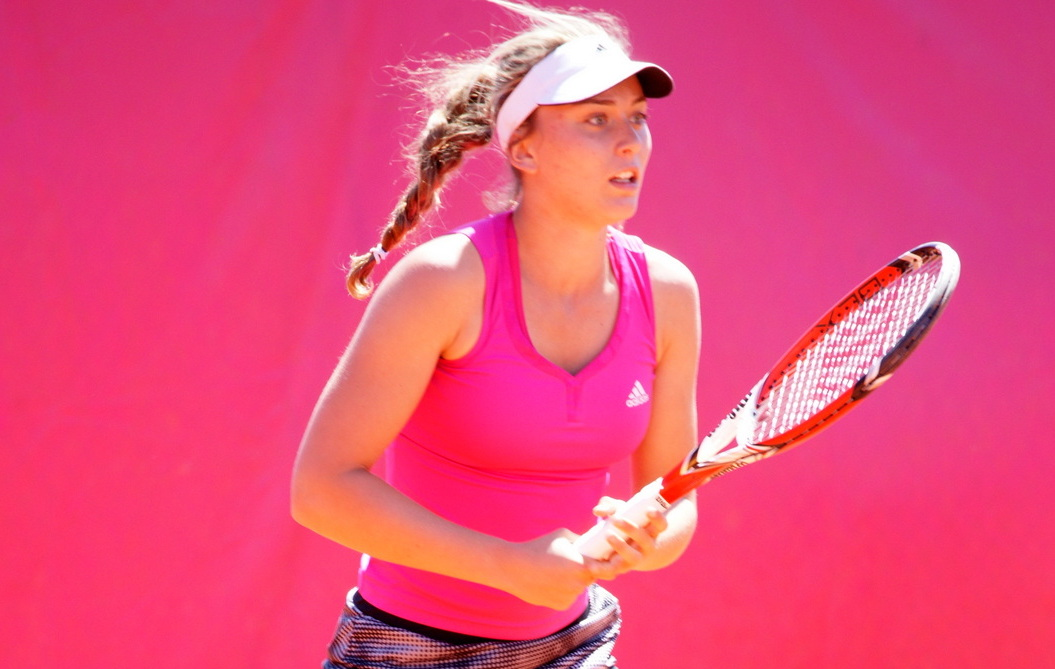
ジュニア時代（2014年）

両親はアメリカ合衆国のニューヨークでモデルとして働いていた。パウラ・バドサはニューヨークのマンハッタン区に生まれ、7歳でテニスを始めた。
2013年には初めてWTAツアー予選に出場した。

### 2015年
2015年のマイアミ・オープンではワイルドカードで本選に出場し、チェコのペトラ・チェトコフスカと中国の鄭賽賽を破って3回戦に進出したが、3回戦でチェコのカロリナ・プリスコバに敗れた。2015年には全仏オープンジュニア女子シングルスに出場し、決勝でロシアのアンナ・カリンスカヤを破って優勝した。

### 2019年

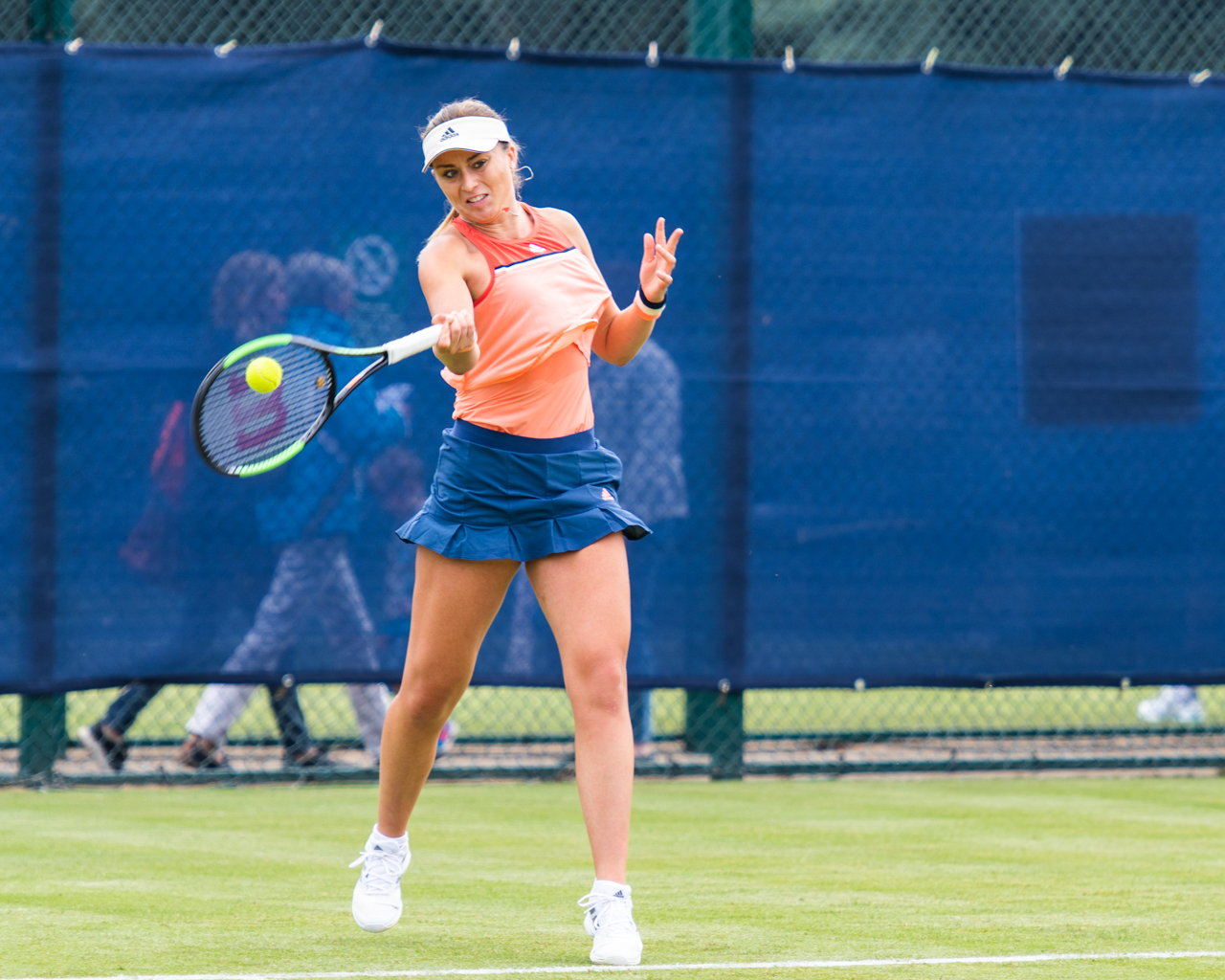
フォアハンド（2018年）

2019年全豪オープン女子シングルスでは予選を勝ち上がり、四大大会本選に初出場したが、本選1回戦でオーストラリアのキンバリー・ビレルに敗れた。
2019年全仏オープン女子シングルスでは予選1回戦でドイツのTamara Korpatschに敗れた。
2019年ウィンブルドン選手権女子シングルスでは予選を勝ち上がったが、本選1回戦でロシアのヴァルヴァラ・フリンクに敗れた。
2019年全米オープン女子シングルスでは予選3回戦でポーランドのMagdalena Fręchに敗れ、ラッキールーザーとして本選に出場したが、本選1回戦でオランダのキキ・ベルテンスに敗れた。

### 2021年
第33シードとして臨んだ2021年全仏オープン女子シングルスではベスト8となった。1回戦でアメリカ合衆国のローレン・デービスに勝利し、2回戦でモンテネグロのダンカ・コビニッチに勝利し、3回戦でルーマニアのアナ・ボグダンに勝利し、4回戦では第20シードであるチェコのマルケタ・ボンドロウソバに勝利したが、準々決勝ではスロベニアのタマラ・ジダンシェクに敗れた。
第30シードとして臨んだ2019年ウィンブルドン選手権女子シングルスではベスト16となった。1回戦でスペインのアリオナ・ボルソバに勝利し、2回戦でロシアのユリア・プチンツェワに勝利し、3回戦でポーランドのマグダ・リネッテに勝利したが、4回戦では第19シードであるチェコのカロリナ・ムホバに敗れた。
2021年7月に開催された東京オリンピックのテニス競技では女子シングルス・女子ダブルスの2種目に出場した。女子シングルスの1回戦ではフランスのクリスティナ・ムラデノビッチに勝利し、2回戦では第6シードでもあるポーランドのイガ・シフィオンテクに勝利し、3回戦ではアルゼンチンのナディア・ポドロスカに勝利した。準々決勝でチェコのマルケタ・ボンドロウソバと対戦したが、第1セット終了後に熱中症のために途中棄権した。女子ダブルスではサラ・ソリベス・トルモとペアを組み、1回戦ではメキシコのジュリアーナ・オルモスとレナタ・サラスア組に勝利したが、2回戦で第1シードでもあるチェコのバルボラ・クレイチコバとカテリナ・シニアコバ組に敗れた。パブロ・カレーニョ・ブスタとペアを組んで混合ダブルスにも出場する予定だったが、女子シングルス準々決勝での体調不良もあって初戦の前に撤退した。
第24シードとして臨んだ2021年全米オープンでは、1回戦でベルギーのアリソン・バン・アイトバンクに勝利したが、2回戦でロシアのヴァーヴァラ・グラチェヴァに敗れた。
第21シードとして臨んだBNPインディアン・ウェルズでは第15シードとココ・ガウフ、第3シードのバーボラ・クレイチコバ、第10シードのアンジェリック・ケルバーといった格上や、対戦時点でトップ10入りを決めていた第12シードのオンス・ジャバーをも破り、決勝では第27シードのビクトリア・アザレンカに7-6(5),2-6,7-6(2)で勝利し、WTA1000初優勝とともに自身初となるトップ20入りを果たした。2021年にはレースランキング8位でWTAファイナルズに初出場した。

### 2022年

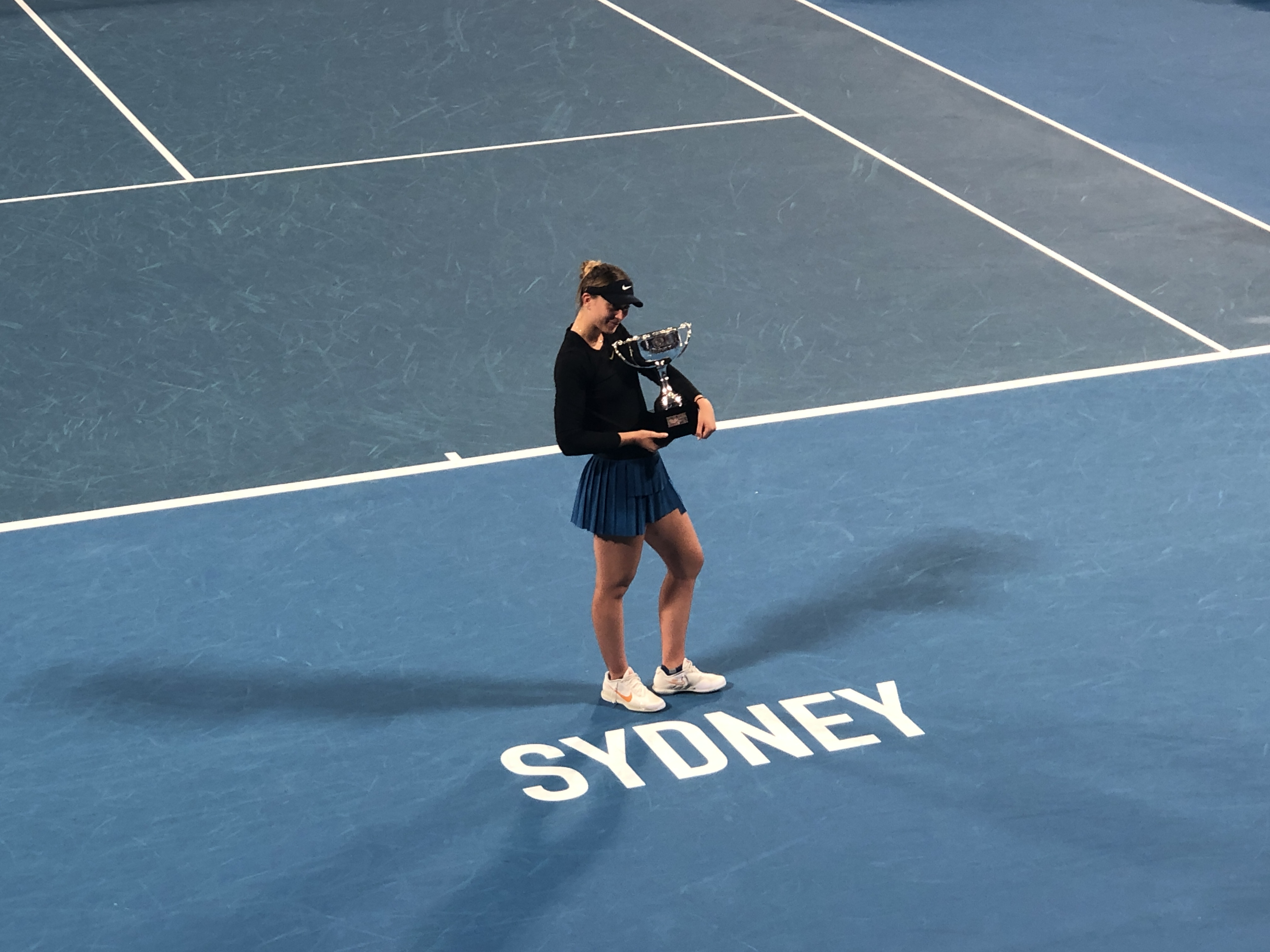
シドニー国際優勝時（2022年）

2022年1月にはシドニー国際で優勝してキャリア3度目の優勝を果たした。2022年全豪オープンには第6シードとして出場し、同大会では自身初めて4回戦に到達したが、4回戦でマディソン・キーズに敗れた。同年3月にはWTAランキング1位のアシュリー・バーティが引退を表明したことで3位に浮上し、4月25日には自己最高の2位に浮上した。
第3シードとして出場した2022年全仏オープンでは、ベロニカ・クデルメトバと戦った3回戦の第2セット途中に棄権した。第4シードとして出場した2022年ウィンブルドン選手権では4回戦でシモナ・ハレプに敗れた。シーズン終盤にはパフォーマンスが低下した。

### 2023年
負傷が理由で2023年全豪オープンを欠場した。2023年にはスペインのテレビ番組「ラ・レジステンシア」で、元彼のダビド・ブロンカーノのインタビューに答えた。バドサは過去1ケ月に何度も性交していると告白し、女子テニス選手にとって有意義な有酸素運動だとコメントした。

## WTAツアー決勝進出結果

### シングルス: 4回（4勝0敗）
| 大会グレード                  |
| ----------------------------- |
| グランドスラム (0–0)          |
| WTAファイナルズ (0–0)         |
| WTA1000トーナメント (1–0)     |
| WTAエリート・トロフィー (0–0) |
| WTA500トーナメント (2–0)      |
| WTA250トーナメント (1–0)      |

| 結果 | No. | 決勝日         | 大会                 | サーフェス | 対戦相手               | スコア                  |
| ---- | --- | -------------- | -------------------- | ---------- | ---------------------- | ----------------------- |
| 優勝 | 1.  | 2021年5月23日  | ベオグラード         | クレー     | アナ・コニュ           | 6-2, 2-0 途中棄権       |
| 優勝 | 2.  | 2021年10月17日 | インディアンウェルズ | ハード     | ビクトリア・アザレンカ | 7-6(7-5), 2-6, 7-6(7-2) |
| 優勝 | 3.  | 2022年1月15日  | シドニー             | ハード     | バルボラ・クレイチコバ | 6-3, 4-6, 7-6(7-4)      |
| 優勝 | 4.  | 2022年8月5日   | ワシントンD.C.       | ハード     | マリー・ボウズコバ     | 6-1, 4-6, 6-4           |

## 成績

### 4大大会
| 大会           | 2015 | 2016 | 2017 | 2018 | 2019 | 2020 | 2021 | 2022 | 2023 | 2024 | 2025 | 通算成績 |
| -------------- | ---- | ---- | ---- | ---- | ---- | ---- | ---- | ---- | ---- | ---- | ---- | -------- |
| 全豪オープン   | A    | A    | A    | A    | 1R   | 2R   | 1R   | 4R   | A    | 3R   | SF   | 11–6     |
| 全仏オープン   | A    | A    | A    | A    | Q1   | 4R   | QF   | 3R   | A    | 3R   | 3R   | 13–5     |
| ウィンブルドン | A    | A    | A    | Q1   | 1R   | NH   | 4R   | 4R   | 2R   | 4R   | 1R   | 10–6     |
| 全米オープン   | Q2   | A    | A    | Q2   | 1R   | 1R   | 2R   | 2R   | A    | QF   |      | 6–5      |